# Arthur (film, 1995)
Pour les articles homonymes, voir Arthur.
Arthur est un court métrage de Félicie Dutertre et François Rabes sorti en 1995. Le film est dédié à la Fondation de France.

## Synopsis
C'est l'histoire touchante d'un petit garçon atteint d'un cancer.

## Fiche technique
- Titre : Arthur
- Réalisation et scénario : Félicie Dutertre et François Rabes
- Photographie : Christophe Beaucarne
- Société de Production : Rhéa Productions
- Montage : Marie Quinton
- Son : Christine Charpail et Guillaume Valeix
- Musique originale : Pascal Obispo.
- Produit avec le concours des Laboratoires Sandoz.
- Genre : court métrage
- Durée : 5 minutes
- Pays :  France
- Date de sortie : 1995

## Distribution
Participation bénévole de :
- Chantal Lauby
- Richard Berry
- Bernard Le Coq
- Yoann Denaive

## Distinctions
- Grand Prix du Festival de Biarritz
- Prix des 10 meilleurs films aux Entretiens de Bichat
- Mention Spéciale au Sénat